# اسکار تورپ
اسکار فردریک تورپ (نروژی:) زاده ۸ ژوئن ۱۸۹۳م، برابر با پنج شنبه، ۱۸ خرداد ۱۲۷۲خ، در اوستفولد؛ و در گذشته به تاریخ ۱ مه ۱۹۵۸م، برابر با پنج شنبه، ۱۱ اردیبهشت ۱۳۳۷خ، در اسلو، یک سیاستمدار، عضو حزب کارگر نروژ و بیست و سومین نخست‌وزیر نروژ بود.
تورپ، از سال ۱۹۲۳ تا ۱۹۴۵م، رهبر حزب و بین سالهای ۱۹۳۵ تا ۱۹۳۶م، شهردار اسلو بود. در سال ۱۹۳۵م، به سرپرستی وزارت دفاع نروژ، در دولت یوهان نیگورسول، منصوب شد. همچنین وی، از سال ۱۹۳۶ تا ۱۹۳۹م، وزیر امور اجتماعی و سپس بین سالهای ۱۹۳۹ تا ۱۹۴۲م، وزیر دارایی نروژ بود. در سال ۱۹۴۲م، اسکار تورپ، در دولت تبعیدی نروژ، مستقر در لندن، به عنوان وزیر دفاع نروژ، منصوب شد. وی تا پایان جنگ جهانی دوم، در این مقام باقی بود. بعد از انتخابات سال ۱۹۴۵م، به سرپرستی وزارت تأمین و بازسازی، گماشته شد و تا سال ۱۹۴۸م، در این پست باقی ماند.
اسکار فردریک تورپ، اولین بار در سال ۱۹۳۶م، به نمایندگی از مردم اسلو، به عضویت در مجلس ملی نروژ انتخاب شد، اما به علت تصدی پست وزارت، در دولت وقت، تا سال ۱۹۴۸م، در مجلس، به عنوان نماینده صاحب کرسی، حضور پیدا نکرد. با حضورش در مجلس، رهبری پارلمانی حزب کارگر نروژ به وی سپرده شد. در سال ۱۹۵۱م، پس از کناره‌گیری اینار گارهاردسن از پست نخست‌وزیری، تورپ، به جانشینی وی برگزیده شد و تا ۱۹۵۵م، به عنوان بیست و سومین نخست‌وزیر نروژ تا بازگشت دوباره اینار گارهاردسن به پست نخست‌وزیری، در مدتی بیش از ۳ سال، در این مقام باقی بود. اسکار تورپ، از آن پس در مقام رئیس مجلس ملی نروژ، تا پایان عمرش مشغول خدمت بود.

## پیشینه

### کودکی و نوجوانی
از جهاتی، اسکار تورپ، در تاریخ سیاسی نروژ، یادآور آسکلاددن، است. پسر بچه یتیمی که خیلی زود وارد بازار کار شد و به ریاست حزب کارگر نروژ رسید. تورپ، ۲۲ سال، رئیس حزب و ۱۲ سال، وزیر بود؛ و هنگامی که در دهه ۱۹۵۰م، از زندگی سیاسی فاصله گرفت، رئیس مجلس ملی نروژ بود و بیشتر از ۳ سال، سابقه نخست‌وزیری داشت.
 اسکار تورپ، در نزدیکی سرپسبرگ، در یک آپارتمان یک اتاقه به دنیا آمد. مادرش در همین محیط تنگ، ۸ فرزند به دنیا آورده بود. تورپ، ۹ سال بیشتر نداشت که پدرش در سال ۱۹۰۳م، در جستجوی کار، به آمریکا سفر کرد. در سال ۱۹۰۷م، در حالی که پدرش قصد داشت به نروژ آمده تا خانوادهٔ خود را به کانادا ببرد، در میانهٔ راه درگذشت. پس از مرگ پدر، مسئولیت خانواده به گردن اسکار که بزرگترین پسر زندهٔ خانواده بود، افتاد. به این ترتیب، توجه و مراقبت از افراد ضعیف، که از خصوصیات سیاسی وی بود، از همان دوران نوجوانی، بر اساس وفاداری به مادر و مراقبت از خواهران و برادران کوچکتر، در وی نهادینه شده بود.
اسکار تورپ، با وجود علاقه زیاد به یادگیری، بعد از پایان دبستان، مجبور شد، مدرسه را رها کرده و در سن ۱۳ سالگی، وارد بازار کار شود. وی از جمله مدتی به عنوان شاگرد چوب بری، کارگر ساختمان و آهنگر، کار کرد. با این حال اسکار تورپ، موفق شد، به مدرسه شبانه رفته و در فن برق کاری، آموزش ببیند. در چنین محیط‌هایی او خیلی زود جذب فعالیت صنفی و سیاسی شد. تورپ، عضو یک اتحادیه صنفی محلی بود و زمانی که تنها ۱۴ سال داشت، اولین مسئولیت تشکیلاتی به وی سپرده شد و اسکار تورپ، به عنوان دستیار صندوق دار این اتحادیهٔ صنفی انتخاب شد. همزمان با کار تمام وقت به عنوان کارگر برق کار، تورپ، چند مسئولیت تشکیلاتی صنفی و حزبی را نیز بر عهده داشت. از جمله بین سالهای ۱۹۱۹ تا ۱۹۲۱م، رئیس حزب کارگر نروژ در سرپسبرگ، و بین سالهای ۱۹۲۱ تا ۱۹۲۳م، رئیس حزب در اوستفولد؛ بود.

### ورود به سیاست ملی
اسکار تورپ، که از مخالفان کمینترن بود در سال ۱۹۲۳م، جایگزین امیل استانگ شد. استانگ، حامی کمینترن بود و بعد از مرگ کایر گرپ رهبری حزب کارگر نروژ را در دست داشت. تورپ، در سازماندهی گسترده حزب، بسیار موفق بود. به گونه ای که هم تعداد اعضاء و هم رأی دهندگان به حزب کارگر نروژ، افزایش چشمگیری داشت.

در سال ۱۹۱۸م، اسکار تورپ، به عضویت کمیته مرکزی حزب کارگر نروژ انتخاب شد. تورپ، از هواداران مارتین ترانمل بود و از گرایش سیاسی جدید وی، مبنی بر توجیه ابزار اعتصاب، تظاهرات جمعی و دیگر کنش‌های انقلابی، پشتیبانی می‌کرد. زمانی که تورپ، در سال ۱۹۲۳م، به عنوان رهبر حزب انتخاب شد، چنین به نظر می‌رسید که گویا هواداران مارتین ترانمل که مخالف ادامه عضویت حزب کارگر نروژ در کمینترن بودند بر جناح مقابل، پیروز شدند. به این ترتیب رهبری حزب از دست طرفداران کمینترن، خارج شد. تورپ در آن هنگام، ۲۹ سال داشت و از آن پس به مدت ۲۲ سال بر مسند رهبری حزب کارگر نروژ تکیه داد. اسکار تورپ، به بازسازی گسترده تشکیلات حزب پرداخت و نقش رهبر را تقویت کرد. گرچه تورپ، در روابط خارج از حزب، اغلب به عنوان رهبری تندرو و آشتی ناپذیر شناخته شده‌است، اما در روابط داخلی حزب بسیار سازشکار و اهل مدارا بود. به گفته بسیاری، تورپ، نقش غیررسمی مارتین ترانمل را به عنوان رهبر واقعی حزب پذیرفته بود. اما در مورد مسائل مهم، موضعی مستقل از پیش‌کسوت خود، اتخاذ می‌کرد و بر آن می‌ایستاد. اسکار تورپ، اعتقاد داشت که بهترین روش تصاحب قدرت در یک نظام با ثبات سیاسی، مبارزه پارلمانی است؛ و در این اعتقاد از دیگر رهبران حزبی، پیش قدم تر و مصمم تر بود.
اسکار تورپ، در ۹ آوریل سال ۱۹۱۶م، با دختری به نام «کاری» در سرپسبرگ، ازدواج کرد. در سالهای دهه ۱۹۲۰م، وی، بیشتر روی بازسازی تشکیلات حزب، تمرکز داشت. اما در سال ۱۹۳۰م، خانواده وی، درمحدوده داخلی اسلو، نقل مکان کرد، تا پدر جوان خانواده، شانس بیشتری برای پیروزی در انتخابات داشته باشد. تورپ، در سال ۱۹۳۴م، به ریاست شورای شهر اسلو برگزیده شد. در اواخر سال ۱۹۳۵م، در دولت یوهان نیگورسول، به سرپرستی وزارت دفاع نروژ، منصوب شد. سپس در مقام وزیر امور اجتماعی از پاییز سال ۱۹۳۶م، در اصلاح و اجرای قوانین، از جمله پرداخت عمومی کمک هزینه به سالمندان و بیکاران، در تبدیل نروژ، به یک کشور رو به رفاه، نقشی کلیدی ایفا کرد.
 در مقایسه با بسیاری از رهبران جنبش کارگری در نروژ، تورپ،
زودتر از دیگران۰ در سیاست خارجی، از استالین فاصله گرفت. با این حال، همواره بر این اعتقاد باقی ماند که فاشیسم در اروپای مرکزی، تهدید بزرگتری علیه نروژ محسوب می‌شود. تورپ از مشی ضد نظامی‌گری که در سال ۱۹۲۴م، پنج ماه زندان برای وی همراه داشت، سرانجام، عدول کرد؛ و از اواسط دهه ۱۹۳۰م، در داخل حزب و دولت، از لزوم تجهیز ارتش نروژ، سخن گفت. وی در سال ۱۹۳۹م، به سرپرستی وزارت دارایی نروژ ترفیع یافت و همان سال به عنوان جانشینی برای، نخست‌وزیر، نیگورسول، پیشنهاد شد.

### جنگ جهانی دوم
وقتی قوای آلمان، در سال ۱۹۴۰م، وارد نروژ شدند، اسکار تورپ، وزیر دارایی بود. مسئولیت اصلی وی در مقام وزیر دارایی نروژ، انتقال ذخایر طلای نروژ بود که نباید به تصاحب قوای اشغالگر درمی‌آمد. برای انجام این وظیفه، تورپ، مجبور شد تا آخرین لحظه، در ساختمان وزارت دارایی، باقی بماند. با این حال او موفق شد بعد از انتقال ذخایر طلا، در آخرین لحظه، در حالی که سربازان آلمانی در حال ورود به ساختمان وزارت دارایی نروژ بودند، بگریزد. در تاریخ ۲۰ آوریل آن سال، در ماجرای بمباران اوندالسنس، اسکار تورپ، که در اثر اصابت ترکش مجروح شده بود، جان سالم به در برد و موفق شد، بعدها د، همراه با خانواده اش ودیگر اعضای دولت، به سمت شمال نروژ رفته و خود را ابتدا به ترومسو رسانده و سپس به بریتانیا فرار کند.

در لندن، تورپ به همراهی، نخست‌وزیر نروژ، یوهان نیگورسول، و وزیر امور خارجه نروژ، تریگوه لی، به یک ستون اصلی دولت نروژ در تبعید تبدیل شدند. در شرایط تبعید، اسکار تورپ، که سابقاً از مخالفان سلطنت و جمهوریخواه بود، دوستی نزدیکی با پادشاه  هاکون و ولیعهد اولاف، بر قرار کرد. تورپ در این سالها به معنی واقعی کلمه، همه وقت و نیروی خود را با وفاداری کامل، وقف امور مربوط به تشکیلات دولت نروژ در تبعید کرد. در سال ۱۹۴۱م، وی بار دیگر ولی این بار در تبعید، به سرپرستی وزارت دفاع نروژ منصوب شد. انتصابی که بعدها در جهت‌گیری سیاست دفاعی نروژ، پس از پایان جنگ، تعیین‌کننده بود.
در عین حال این سالهایی که در تبعید گذشت، باعث دورشدن تورپ از روابط حزبی شد. دور شدنی که وی مجبور شد پس از پایان جنگ و بازگشت به نروژ، بهایش را بپردازد.

#### سال‌های پس از جنگ و اختلافات حزبی
پس از پایان جنگ در سال ۱۹۴۵م، در تناقض با آیین‌نامه حزبی، پیش از نشست همگانی، اینار گارهاردسن، به جانشینی اسکار تورپ، به عنوان رهبر حزب کارگر نروژ انتخاب شد. با این حال تورپ که در روابط درون حزبی، همواره اهل مدارا بود، بی هیچ اعتراضی، این جانشینی را پذیرفت. از سوی دیگر گارهاردسن، نیز به وساطت پادشاه نروژ، در مقام نخست‌وزیر نروژ، پذیرفت که تورپ، به عنوان وزیر دفاع نروژ، در دولت ائتلافی بعد از جنگ، به کار خود ادامه دهد. با این حال، سالهای تبعید، باعث تضعیف اعتماد حزب، به تورپ شده بود. در برنامه‌های حزب، هیچ نقش کلیدی، به تورپ واگذار نشد. پس از انتخابات سال ۱۹۴۵م، زمانی که حزب کارگر نروژ، موفق شد به تنهایی قدرت را بدست آورد و دولتی بدون ائتلاف با احزاب دیگر تشکیل دهد. تورپ به وزارت تأمین و بازسازی، منتقل شد. به عنوان سرپرست این وزارت، تورپ، از یک طرف تحت فشار انتظارات مردم بود و از سوی دیگر محدودیت‌های مالی بودجه دولت، وی را تحت فشار قرار داده بود. سرانجام در سال ۱۹۴۷م، به دنبال اختلاف نظر در مورد صدور مجوزهای ارزی، برای خرید کالا از خارج، تحت فشار نخست‌وزیر گارهاردسن، و وزیر دارایی اریک بروفوس، مجبور به کناره‌گیری از پست خود شد.
در هنگام کناره‌گیری از دولت، تورپ، تقریباً ۱۲ سال، سابقه وزارت داشت؛ و این طولانی‌ترین دوره وزارت تا آن زمان، در دولتهای نروژ، بعد از استقلال نروژ در سال ۱۹۰۵م، بود. تورپ که قصد داشت مدتی از گرفتاری مشاغل مهم سیاسی، آسوده باشد، پیشنهاد نامزدی مجدد برای انتخابات مجلس ملی نروژ، را رد کرد و در عوض در سال ۱۹۴۸م، به استانداری وستفولد منصوب شد. این فرصتی شد که وی به ترمیم روابط حزبی خود پرداخته و اعتبار حزبی خود که صدمه دیده بود را بار دیگر احیاء کند. به گونه ای که در سال ۱۹۴۹م، وقتی که حزب کارگر نروژ، تورپ را در صدر فهرست نامزدهای وستفولد، در  انتخابات مجلس قرار داد، وی پذیرفت. چرخشی که مقدمهٔ بازگشت وی به مشاغل سیاسی حساس، از جمله نخست‌وزیری و ریاست مجلس در سالهای بعدی بود.

## نخست‌وزیری
اسکار تورپ، که از جمله، بنا بر تجارب زندگی شخصی، توجه خاصی به صحنه بین‌المللی رویدادهای سیاسی داشت، همراه با شدت کشمکش‌های بین دو اردوگاه شرق و غرب و آغاز جنگ سرد، بیش از پیش خود را درگیر سیاست‌های دفاعی نروژ کرد. تورپ، این اعتقاد را داشت که نه تنها بنیه نظامی، بلکه حس میهن‌پرستی در نروژ باید تقویت شود. چنین اعتقادی در مناظرات داخلی حزب کارگر نروژ، با مرزبندی فزاینده تورپ، در سیاستهای حزبی و دولتی، علیه کمونیستها آشکار و با حمایت سرسختانه وی از عضویت نروژ در پیمان ناتو، در سال ۱۹۴۹م، به اوج رسید. ظاهراً تجربه اشغال نروژ و ترک اجباری وطن در سالهای جنگ جهانی دوم، برای تورپ، از دیگر سیاستمداران برجسته حزب، تلختر در خاطر مانده و حس می‌شد. تورپ، همیشه در مقابل مخالفان سیاسی خود در خارج حزب، سرسختر از مخلفان هم حزب خود، می‌ایستاد و در صحنه بین‌المللی، آشتی با وی دشوار بود.
اسکار تورپ، که مدتی از سطوح بالای سیاستهای دولتی دوری گزیده بود، در این مدت، روابط خود با دیگر اعضاء حزب را تقویت کرد. اوضاع بین‌المللی و آغاز جنگ سرد و مشکلات طبیعی بازسازی کشور، در سالهای بعد از جنگ، به تدریج اینار گارهاردسن را خسته کرده بود. گارهاردسن، که ظاهراً تمایل داشت، مدتی از زیر بار مسئولیت سنگین مشاغل دولتی فراغت جوید، با استادی تمام ضمن پیشنهاد تورپ، به عنوان جانشین خویش، از پست نخست‌وزیری کناره گرفت. از جمله علل این گزینش، یکی سابقه سازشکاری تورپ، در روابط درون حزبی بود. به گونه ای که برخی معتقد بودند که در عمل، گارهاردسن قصد داشت ضمن حفظ قدرت، خود را در پس مسئولیت رسمی تورپ، به عنوان نخست‌وزیر، مخفی کند. تورپ نیز در ابتدا مراتب تردید خود را به حسن این گزینش ابراز داشت. اما نهایتاً بنا بر راهبرد همیشگی خویش، مبنی بر مدارا و سازش در روابط درون حزبی، در تاریخ ۱۳ نوامبر ۱۹۵۱م، با پذیرش پست نخست‌وزیری نروژ، خبر ساز شد. خبری که در آن زمان، کمتر کسی انتظار شنیدنش را داشت. چرا که صرف کناره‌گیری گارهاردسن از سمت نخست‌وزیری به اندازه کافی، عجیب بود و اما گزینش تورپ که مدتی مغضوب سران حزب واقع شده بود، باورکردنی نبود. آنهم وقتی که
گارهاردسن که علاوه بر نخست‌وزیر، رسماً، رهبر حزب نیز بود، خود این جانشینی را پیشنهاد داده بود. گزینشی که هر چند اعتبار آسیب دیده حزبی تورپ را ترمیم کرد، اما او را به درون یک صحنه سیاسی پر تلاطم لغزاند. سالهای نخست‌وزیری تورپ با اختلافات شدید سیاستمداران دولتی همراه بود. در بهار سال ۱۹۵۳م، دولت تورپ، طرح افزایش طول دوران خدمت وظیفه را که شدیداً مورد مناقشه درون حزبی قرار داشت، پذیرفت. از سوی دیگر محدودیت‌های مالی باعث شد که دولت از پرداخت یارانه‌های مستقیم برای تعدیل قیمت‌های کالای اساسی که یک ضرورت موقت بود، امتناع کند. هم‌زمان و شاید تحت تأثیر فشار طاقت فرسای این اوضاع سیاسی، اسکار تورپ، از نظر جسمی نیز، بیمار و ضعیف شده بود. تورپ یکبار در اوایل نخست‌وزیری خود، دچار خونریزی مغزی شده بود. با این حال شاید مهمترین علت استعفای تورپ از پست نخست‌وزیری در ژانویه ۱۹۵۵م، تمایل روزافزون اینار گارهاردسن، برای بازگشت رسمی به پست نخست‌وزیری بود.

## سالهای پایانی
در طول دوره نخست‌وزیری اسکار تورپ، که از دید گروهی، تنها یک دوره موقت، به نیابت اینار گارهاردسن، بود، گارهاردسن، در مقام رهبر حزب و رئیس مجلس ملی نروژ، از انتقاداتی که دولت را هدف قرار داده بود، مصون ماند و حتی بر محبوبیت خود افزود و موقعیت حزبی خود را بیش از پیش مستحکم کرد. بازگشت گارهاردسن، به پست نخست‌وزیری، به گونه ای کارگردانی شده بود که گویا استادکاری که موقتاً کار را به شاگرد ناشی خود سپرده، به دلیل اعتراض مشتری برگشته، تا از خرابکاری بیشتر کار جلوگیری کند. اگر چه در این نقل و انتقال قدرت، ریاست مجلس به تورپ سپرده شد، اما تورپ از این معامله که با بی انصافی به وی تحمیل شده بود، عمیقاً مأیوس شد. به تصدیق بسیاری اسکار تورپ، شخص جاه طلبی نبود و منافع حزب و کشورش را بر کسب مقام و وجه سیاسی، مقدم می‌شمارد. شاید به همین دلیل، او هرگز لب به شکایت نگشود. تورپ در نقش جدید و آخر خود، در مقام رئیس مجلس، همیشه فراتر از اختلافات حزبی رفتار می‌کرد، و از آزاری که در این سالها برده و در درون خود ریخته بود، کمتر کسی خبر داشت. حتی پسرانش از خونریزی مغزی او تا قبل از مرگش خبر نداشتند. تورپ که در روزهای آخر عمر از نظر جسمی نیز، روز به روز ضعیفتر می‌شد. سرانجام در روز اول ماه مه ۱۹۵۸م، مجبور شد سخنرانی از قبل اعلام شده خود را به عنوان رئیس مجلس، لغو کند و تنها با آخرین قوای باقی در جانش به عنوان ناظر در مراسم شرکت کند. همان شب اسکار تورپ، در اثر یک خونریزی مغزی دیگر در سن ۶۴ سالگی درگذشت.

هر چند شخصیت اسکار تورپ، سالها تحت سایه گارهاردسن، که در نروژ به او لقب «پدر کشور» داده‌اند، قرار گرفته و کمتر شناخته شده‌است. اما در سالهای اخیر به همت محققان تاریخ، از جمله هانس اولاو لاهلوم، روشنی بیشتری بر زوایای ناشناخته و عبرت آموز زندگی وی افکنده شده و حتی زندگی وی دستمایه داستان و رمان‌های ادبی قرار گرفته‌است.